# 温德尔·格雷
温德尔·伍德罗·格雷（英語：Wyndol Woodrow Gray，1922年3月20日—1994年3月20日），美国NBA联盟前职业篮球运动员。